# Diego Rodríguez (hijo del Cid)
Diego Rodríguez, o Diego Ruiz (c. 1075 - 15 de agosto de 1097), fue hijo de Rodrigo Díaz, el Cid.

## Biografía
El Cid debió de llevarlo consigo en su destierro ya que no consta que permaneciera con su madre y hermanas en Castilla. Según esta hipótesis, luchó junto a su padre en las acciones que culminaron con la conquista de Valencia.
Murió en la Batalla de Consuegra luchando contra los almorávides. Gonzalo Martínez Diez arguye los testimonios de la Primera Crónica General alfonsí (o Estoria de España) y del Liber regum (en realidad del Linaje de Rodrigo Díaz, incluido en la versión extensa del Liber regum), «muy bien informado» a su juicio:

Este Mio Cid, el Campiador, ovo por mugier a doña Eximena, nieta del rey don Alfonso, filla del comde don Diago de Asturias, et ovo della un fillo et dos fillas, et el fillo ovo nombre Diago Royz, et matáronlo en Consuegra los moros; de las fillas, la una ovo nombre de doña Christina, la otra doña María.
Liber regum, (1194-1209). Apud Martínez Diez, loc. cit.

Desde 1997 en Consuegra se conmemora anualmente su muerte con una ceremonia funeraria.